# Джованні К'єккі
Джованні К'єккі (італ. Giovanni Chiecchi, 10 квітня 1904, Монторіо-Веронезе — 20 квітня 1984, Верона) — італійський футболіст, що грав на позиції нападника. По завершенні ігрової кар'єри — тренер.
Виступав, зокрема, за клуби «Верона» і «Дженоа».

## Ігрова кар'єра
У дорослому футболі дебютував 1921 року виступами за команду «Верона», в якій провів три сезони, взявши участь у 31 матчі чемпіонату. Спробував свої сили в складі «Торіно» в 1924 році, але не закріпився в команді і повернувся в «Верону».
Перейшов у команду «Дженоа», до складу якого приєднався 1927 року. Відіграв за генуезький клуб наступні чотири сезони своєї ігрової кар'єри. Дебютував у новоствореній Серії А у футболці «Дженоа» 6 жовтня 1929 року в матчі між «Про Верчеллі», який завершився з рахунком 3:3. 
В 1929 році «Дженоа» стала учасником Кубка Мітропи, престижного європейського турніру для найсильніших клубів Європи. Італія вперше мала брати участь, тому не встигла узгодити календар. Найсильніші команди сезону «Болонья» і «Торіно» не могли взяти участь, бо саме мали проводити фінальні матчі за звання чемпіона. Був проведений міні-турнір для визначення представників від Італії, в якому перемогли «Ювентус» і «Дженоа». Представник Генуї зустрічався з «Міланом» і двічі зіграв внічию 2:2 (К'єккі забив один гол) і 1:1. Переможця визначив жереб, що посміхнувся «Дженоа».
Сам виступ в Кубку Мітропи 1929 вийшов для «Дженоа» невдалим, адже команда в чвертьфіналі розгромно поступилась австрійському «Рапіду» — 1:5 у Відні. К'єккі зрівняв рахунок на 12-й хвилині матчу, але після цього забивали тільки австрійці. Матч в Геную приніс нічию 0:0.
Двічі з «Дженоа» був срібним призером чемпіонату Італії. У складі «гриффонів» був одним з головних бомбардирів команди, маючи середню результативність на рівні 0,53 гола за гру першості. Хоча це більше відноситься до двох перших його сезонів, бо уже в третьому К'єккі грав манше, а в четвертому взагалі жодного матчу в чемпіонаті не зіграв.
В сезоні 1931—32 спробував реанімувати кар'єру в складі «Фіорентіни», але зіграв тільки три матчі. 
Протягом 1932—1936 років по два сезони захищав кольори клубів Серії А «Палермо» і «Брешія». Грав у цих командах регулярно. А ось перехід до «Амброзіани-Інтер» був невдалим, бо жодного матчу в лізі Джованні не зіграв.
Завершив ігрову кар'єру в рідній «Вероні». Повернувся до неї в сезоні 1937-38.

## Кар'єра тренера
Розпочав тренерську кар'єру невдовзі по завершенні кар'єри гравця, 1939 року, очоливши тренерський штаб клубу «Верона». Потім очолював рідний клуб ще в 1940–1941 роках. Крім того, працював в команді «Бастія» з міста Бастія-Умбра.
Помер 20 квітня 1984 року на 81-му році життя у місті Верона.

## Статистика виступів

### Статистика виступів у Кубку Мітропи
| №                      | Розіграш               | Стадія                 | Дата та місце проведення | Команда 1              | Рахунок | Команда 2      | Голи |
| ---------------------- | ---------------------- | ---------------------- | ------------------------ | ---------------------- | ------- | -------------- | ---- |
| 1                      | 1929                   | 1/4                    | 23.06.1929 Відень        | Рапід (Відень)         | 5:1     | Дженоа         | 12'  |
| 2                      | 1929                   | 1/4                    | 18.07.1929 Генуя         | Дженоа                 | 0:0     | Рапід (Відень) |      |
| Всього у кубку Мітропи | Всього у кубку Мітропи | Всього у кубку Мітропи | Всього у кубку Мітропи   | Всього у кубку Мітропи | 2       |                | 1    |

## Титули і досягнення
- Срібний призер Серії А (2):

«Дженоа»: 1928, 1930